# Jugoslawische Eishockeyliga 1947/48
Die Saison 1947/48 war die siebte Spielzeit der jugoslawischen Eishockeyliga, der höchsten jugoslawischen Eishockeyspielklasse. Meister wurde zum ersten Mal in der Vereinsgeschichte überhaupt der HK Partizan Belgrad.

## Modus
In der Hauptrunde wurde die Liga in zwei Gruppen mit je drei Teilnehmern eingeteilt. Die Mannschaften der Gruppe A spielten den Meistertitel unter sich aus, während die Mannschaften der Gruppe B um den vierten Platz spielten. Für einen Sieg erhielt jede Mannschaft zwei Punkte, bei einem Unentschieden gab es einen Punkt und bei einer Niederlage null Punkte.

## Hauptrunde

### Gruppe A
|    | Klub                  | Sp | S | U | N | T  | GT | Punkte |
| -- | --------------------- | -- | - | - | - | -- | -- | ------ |
| 1. | HK Partizan Belgrad   | 2  | 2 | 0 | 0 | 25 | 3  | 4      |
| 2. | HK Enotnost Ljubljana | 2  | 1 | 0 | 1 | 15 | 5  | 2      |
| 3. | HK Tekstilac Varaždin | 2  | 0 | 0 | 2 | 3  | 21 | 0      |

Sp = Spiele, S = Siege, U = Unentschieden, N = Niederlagen

### Gruppe B
|    | Klub                | Sp | S | U | N | T | GT | Punkte |
| -- | ------------------- | -- | - | - | - | - | -- | ------ |
| 4. | HK Sparta Subotica  | 2  | 2 | 0 | 0 | 7 | 4  | 4      |
| 5. | S.D. Zagreb         | 2  | 1 | 0 | 1 | 9 | 3  | 2      |
| 6. | HK Udarnik Karlovac | 2  | 0 | 0 | 2 | 2 | 11 | 0      |

Sp = Spiele, S = Siege, U = Unentschieden, N = Niederlagen